# Rhytidiastrum subpinnatum
Rhytidiastrum subpinnatum là một loài Rêu trong họ Hylocomiaceae. Loài này được (Lindb.) Ignatov & Ignatova mô tả khoa học đầu tiên năm 2004.